# Minuartia dawsonensis
Minuartia dawsonensis är en nejlikväxtart som först beskrevs av Britt., och fick sitt nu gällande namn av Homer Doliver House. Minuartia dawsonensis ingår i släktet nörlar, och familjen nejlikväxter. Inga underarter finns listade i Catalogue of Life.